# FK Sveikata
Futbolo klubas Sveikata är en fotbollsklubb i Kybartai i Litauen som grundades 1919 under namnet FK Banga. Klubben spelar i Antra lyga – den litauiska tredje nivå.
Det är den äldsta fotbollsklubben i landet hittills och tillhör Club of Pioneers.

## Placering tidigare säsonger
| Säsong  | Nivå | Liga                    | Placering | Anteckningar               |
| ------- | ---- | ----------------------- | --------- | -------------------------- |
| 1990    | 1    | Aukščiausioji lyga      | 15        | Nedflyttad till Pirma lyga |
| 1991    | 2    | Pirma lyga              | 14        |                            |
| 1991/92 | 2    | Pirma lyga              | 12        |                            |
| 1992/93 | 2    | Pirma lyga              | 13        | Nedflyttad till Antra lyga |
| 1993/94 | 3    | Antra lyga (Pietų zona) | 4         |                            |
| 1994/95 | 3    | Antra lyga              | 10        |                            |
| 1995/96 | 3    | Antra lyga              | 7         |                            |
| 1996/97 | 3    | Antra lyga              | 14        |                            |
| 1997/98 | 3    | Antra lyga (Rytų zona)  | 11        |                            |
| 1998/99 | 3    | Antra lyga (Rytų zona)  | 8         |                            |
| 1999    | 3    | Antra lyga (Pietų zona) | 3         |                            |
| 2000    | 3    | Antra lyga (Pietų zona) | 2         |                            |
| 2001    | 3    | Antra lyga (Pietų zona) | 3         |                            |
| 2002    | 3    | Antra lyga (Pietų zona) | 6         |                            |
| 2003    | 3    | Antra lyga (Pietų zona) | 8         |                            |
| 2004    | 3    | Antra lyga (Pietų zona) | 5         |                            |
| 2005    | 3    | Antra lyga (Pietų zona) | 5         |                            |
| 2006    | 3    | Antra lyga (Pietų zona) | 3         |                            |
| 2007    | 3    | Antra lyga (Pietų zona) | 10        |                            |
| 2008    | 3    | Antra lyga (Pietų zona) | 9         |                            |
| 2009    | 3    | Antra lyga (Pietų zona) | 10        |                            |
| 2010    | 3    | Antra lyga (Pietų zona) | 8         |                            |
| 2011    | 3    | Antra lyga (Pietų zona) | 5         |                            |
| 2012    | 3    | Antra lyga (Pietų zona) | 10        |                            |
| 2013    | 3    | Antra lyga (Pietų zona) | 5         |                            |
| 2014    | 3    | Antra lyga (Pietų zona) | 7         |                            |
| 2015    | 3    | Antra lyga (Pietų zona) | 5         |                            |
| 2016    | 3    | Antra lyga (Pietų zona) | 2         |                            |
| 2017    | 3    | Antra lyga (Pietų zona) | 4         |                            |
| 2018    | 3    | Antra lyga (Pietų zona) | 3         |                            |
| 2019    | 3    | Antra lyga (Pietų zona) | 8         |                            |
| 2020    | 3    | Antra lyga (Pietų zona) | 3         |                            |
| 2021    | 3    | Antra lyga              | 8         | [ 1 ]                      |
| 2022    | 3    | Antra lyga              | 14        | [ 2 ]                      |
| 2023    | 3    | Antra lyga              | 8         | [ 3 ]                      |
| 2024    | 3    | Antra lyga              | 5         |                            |
| 2025    | 3    | Antra lyga              |           |                            |

## Färger
FK Sveikata spelar i blå och röd trikåer, bortastället är vit och röd eller vit och blå.
| Sveikata | Sveikata |

### Dräktsponsor
- Sedan ?: Joma

### Trikåer
Hemmakit
| 1968 | 1973 | 1977 | 1994–1995 | 2002 | 2014 | 2018 | 2020 |

## Trupp 2019
Uppdaterad: 15 januari 2019
| Nr | Land    | Pos | Namn                 |
| -- | ------- | --- | -------------------- |
| 1  | Litauen | MV  | Marius Mikelkevičius |
| 1  | Litauen | MV  | Vytenis Bujauskas    |
| 12 | Litauen | MV  | Tautvydas Zavickas   |
| 4  | Litauen | F   | Ignas Siaurusaitis   |
| 13 | Litauen | F   | Vaidotas Norkeliūnas |
| 2  | Litauen | F   | Mantas Kereiša       |
| 9  | Litauen | F   | Darius Kereiša (C)   |
| 6  | Litauen | F   | Arnas Simanavičius   |
| 8  | Litauen | MF  | Gintaras Čibirka     |
| 7  | Litauen | MF  | Deividas Karpavičius |

| Nr | Land    | Pos | Namn                 |
| -- | ------- | --- | -------------------- |
| 16 | Litauen | MF  | Karolis Kereiša      |
| 3  | Litauen | MF  | Rimvydas Melsbekas   |
| 10 | Litauen | MF  | Edvinas Gliaubicas   |
| 17 | Litauen | MF  | Edvinas Simanavičius |
| 11 | Litauen | A   | Jaunius Mikalauskas  |
| 18 | Litauen | A   | Erikas Rūškys        |
| 14 | Litauen | A   | Artūras Pečiulis     |
| 20 | Litauen | A   | Aurimas Zdanavičius  |
| 21 | Litauen | A   | Matas Malinauskas    |

## Kända spelare
- Algimantas Liubinskas, 1967–1968

## Tränare
- Henrikas Katiliuss, (till 2020)
- Naglis Miknevičius, (2020−2021)
- Šarūnas Litvinas, (sedan januari 2022)
- Gabrielius Zagurskas (2025–)